# مراونة الرابعة (عنافجة)
مراونة الرابعة (بالفارسية: مراونه چهار) هي قرية وتقع في إيران في قسم عنافجة الريفي. يقدر عدد سكانها بـ 267 نسمة بحسب إحصاء 2016.